# Philip Hone
Philip Hone, född 25 oktober 1780 i New York, död 5 maj 1851 i New York, var en amerikansk politiker. Han var New Yorks borgmästare 1826–1827.
Hone efterträdde 1826 William Paulding som borgmästare och efterträddes följande år av företrädaren Paulding.
Kommunen Honesdale i Pennsylvania har uppkallats efter Philip Hone. Även Hone Avenue i Bronx har uppkallats efter honom. Det finns ett antal gator uppkallade efter New Yorks borgmästare i grannskapet.